# メシア (テレビドラマ)
『メシア』（原題: Messiah）は、2020年に配信されたアメリカ合衆国のテレビドラマシリーズ。現代に突如現れた救世主的な人物とその信奉者、正体に疑問を抱くCIAの攻防を描くスリラードラマ。企画・制作はマイケル・ペトローニ、出演はミシェル・モナハン、メディ・デビ、トメル・シスレーなど。2020年1月1日にNetflixオリジナル作品として全世界へ配信され、1シーズン限りで打ち切りとなった。

## あらすじ
中東に突如現れたカリスマ的人物アル・マスィーフが、民衆を駆り立て政情不安を引き起こした。その信奉者は彼をイエス・キリストの再来だと信じている。その存在を危惧したCIAの捜査官エヴァ・ゲラーは正体を探り始めるが、事態は国際的な騒動へ発展していく。

## キャスト

### メイン
アル・マスィーフ
演 - メディ・デビ (浪川大輔)
アヴィラム・ダーハン
演 - トメル・シスレー (綱島郷太郎)
エヴァ・ゲラー
演 - ミシェル・モナハン(甲斐田裕子)
フェリックス・イゲロ
演 - ジョン・オーティス
アンナ・イゲロ
演 - メリンダ・ペイジ・ハミルトン
レベッカ・イゲロ
演 - ステファニア・オーウェン
ミリアム
演 - ジェーン・アダムス
ジブリル
演 - サイード・エル・アラミ
サマー
演 - ファレス・ランドゥールシ
ウィル・マザーズ
演 - ウィル・トラヴァル

### リカーリング
ケルマン・カッツ
演 - フィリップ・ベイカー・ホール　(秋元羊介)
エドマンド・デガイユ
演 - ボー・ブリッジス
ルーベン
演 - ヒューゴ・アームストロング
キャサリン
演 - バーバラ・イヴ・ハリス(藤貴子)
イスラエル
演 - ニムロッド・ホーヘンバーグ
Staci Kirmani
演 - エミリー・キニー
Jonah Kirmani
演 - ジャクソン・ハースト
Raeah Kirmani
演 - ニコル・ローズ・スキメカ
Mullah Omar
演 - マクラム・フーリ
Alon
演 - オリ・フェッファー
Mika Dahan
演 - ロナ＝リー・シモン
Larry
演 - ケネス・ミラー
Qamar Maloof
演 - アッサード・ブアーブ
President John Young
演 - ダーモット・マローニー

## エピソード
| 通算 話数 | タイトル                                            | 監督                     | 脚本                                    | 公開日       |
| --------- | --------------------------------------------------- | ------------------------ | --------------------------------------- | ------------ |
| 1         | "耳ある者" "He That Hath an Ear"                    | ジェームズ・マクティーグ | Michael Petroni                         | 2020年1月1日 |
| 2         | "震え" "Tremor"                                     | ジェームズ・マクティーグ | Michael Petroni & Bruce Marshall Romans | 2020年1月1日 |
| 3         | "神の指" "The Finger of God"                        | ジェームズ・マクティーグ | Amy Louise Johnson & Kelly Wiles        | 2020年1月1日 |
| 4         | "試練" "Trial"                                      | ジェームズ・マクティーグ | Michael Brandon Guercio                 | 2020年1月1日 |
| 5         | "見ても見えず" "So That Seeing They May Not See"    | Kate Woods               | Emily Silver                            | 2020年1月1日 |
| 6         | "ことごとく眠るにはあらず" "We Will Not All Sleep"  | Kate Woods               | Michael Petroni & Michael Bond          | 2020年1月1日 |
| 7         | "アブラカダブラ" "It Came to Pass as It Was Spoken" | Kate Woods               | Eoghan O'Donnell                        | 2020年1月1日 |
| 8         | "神の行為" "Force Majeure"                          | Kate Woods               | Eoghan O'Donnell                        | 2020年1月1日 |
| 9         | "神は偉大なり" "God Is Greater"                     | ジェームズ・マクティーグ | Bruce Marshall Romans                   | 2020年1月1日 |
| 10        | "罪の報い" "The Wages of Sin"                       | ジェームズ・マクティーグ | Michael Petroni                         | 2020年1月1日 |

## 製作
2018年1月には、Netflixが本作の製作を発表した。撮影は2018年6月から2018年8月にかけて、ヨルダンのアンマン、ニューメキシコ州のアルバカーキ、マウンテンエア、エスタンシア、ベレン、サンタフェ、クライネス・コーナーズで行われた。2020年3月26日、本作が1シーズン限りで打ち切りになると報じられた。

## 評価

### 批評
本作は批評集積サイトのRotten Tomatoesに28件のレビューがあり、批評家支持率は46%、平均点は10点満点で6.25点となっている。また、Metacriticには8件のレビューがあり、加重平均値は46/100となっている。